# Републикански път III-1006
Републикански път IIІ-1006 е третокласен път, част от Републиканската пътна мрежа на България, на територията на област Благоевград, Община Благоевград. Дължината му е 25,1 km.
Пътят се отклонява надясно при 364,7 km на Републикански път I-1 в югозападната част на град Благоевград и се насочва на югозапад през Благоевградската котловина. След около 2 km пътят пресича река Струма, минава през село Покровник и продължава в югозападна посока като постепенно се започва изкачване по склоновете на Влахина планина. След като премине през село Падеш и достигне до село Габрово изграденият път свършва. От там до границата със Северна Македония на билото на Влахина планина пътят е в проект и в протежение от около 6 km представлява полски (горски) път.
| Пътища, отклоняващи се надясно (населено място, № на пътя, посока на пътя) | km   | Пътища, отклоняващи се наляво (посока на пътя, № на пътя, населено място) |
| -------------------------------------------------------------------------- | ---- | ------------------------------------------------------------------------- |
| Община Благоевград, I-1, 364,7 km, гр. Благоевград →                       | 0,0  | → гр. Благоевград, 364,7 km, I-1, Община Благоевград                      |
|                                                                            | 1,6  | → общински път (за кв. „Струмско“ на Благоевград)                         |
|                                                                            | 2,4  | → общински път (за с. Мощанец)                                            |
| (от 2,3 km на III-106) III-1061, 3,7 km, с. Покровник →                    | 3,9  | с. Покровник                                                              |
| с. Падеш                                                                   | 12,2 | → с. Падеш, общински път (за с. Лешко)                                    |
|                                                                            | 15,5 | → общински път (за с. Дебочица)                                           |
| с. Габрово                                                                 | 19   | с. Габрово                                                                |
| граница със Северна Македония                                              | 25,1 | граница със Северна Македония                                             |